# Heterophyllium flexile
Heterophyllium flexile là một loài Rêu trong họ Sematophyllaceae. Loài này được (Renauld & Cardot) Thér. & P. de la Varde miêu tả khoa học đầu tiên năm 1930.